# Witold Bieńkowski
Witold Bieńkowski, ps. „Wencki” (ur. 8 listopada 1906 w Warszawie, zm. 21 marca 1965 tamże) – polski polityk i publicysta, oficer kontrwywiadu Armii Krajowej, członek Wydziału Spraw Wewnętrznych i kierownik Referatu Żydowskiego Delegatury Rządu na Kraj, poseł na Sejm Ustawodawczy, brat Zbigniewa Bieńkowskiego.

## Życiorys

### Okres przedwojenny
Był synem Grzegorza Bieńkowskiego i Emilii, z d. Bzowskiej. Był kolejno uczniem Gimnazjum Chrupkiewiczów (od 1917), Gimnazjum Ludwika Lorentza (od 1918) oraz Gimnazjum ks. Marianów na warszawskich Bielanach. W latach 1928–1930 przebywał w zakonie marianów, następnie pracował jako guwerner.
Od 1931 współpracował z „Głosem Narodu”, od 1935 z poznańskimi pismami „Kultura” i „Ruch Katolicki”, w tym samym roku został objazdowym prelegentem Diecezjalnego Instytutu Akcji Katolickiej w Łomży. W 1936 otrzymał nagrodę w konkursie Księgarni Świętego Wojciecha za, ostatecznie niewydaną, powieść Ostatnie wakacje Jana Szareckiego. Od 1938 publikował felietony w „Ilustrowanym Kurierze Codziennym” i „Głosu Narodu”. W 1938 wydał powieść Ich dom, w 1939 powieść Złote krzyże.

### II wojna światowa
Od stycznia 1940 działał w konspiracji, od kwietnia 1940 do lipca 1940 miał kontakt z organizacją Miecz i Pług, od lipca 1940 związał się z Komendą Obrońców Polski, od września 1940 redaktorem naczelnym pisma „Polska Żyje”, od października 1940 do stycznia 1941 redaktorem naczelnym pisma Orlęta, wchodził w skład Komendy Głównej KOP. W czerwcu 1941 zaangażował się w organizowanie Frontu Odrodzenia Polski, redagował pisma FOP – „Prawdę” (od kwietnia 1942) i „Prawdę Dnia” (od grudnia 1943). Był autorem broszur „Koniec Trzeciej i ostatniej Rzeszy” oraz „Niemcy o sobie”, wydanych w listopadzie 1942.
Z ramienia FOP uczestniczył w organizacji pomocy Żydom. We wrześniu 1942 został członkiem Tymczasowego Komitetu im. Konrada Żegoty, był autorem sprawozdania z jego działalności. W grudniu 1942 wszedł w skład Rady Pomocy Żydom, od lutego 1943 kierował referatem żydowskiego (tzw. Referatem Żegoty) w Departamencie Spraw Wewnętrznych Delegatury Rządu na Kraj. W departamencie tym kierował też od października 1942 komórką pomocy więźniom.
Wraz z Władysławem Jamonttem był inicjatorem dokonanego w czerwcu 1944 zabójstwa szefa Wydziału Informacji Biura Informacji i Propagandy Armii Krajowej Jerzego Makowieckiego i jego zastępcy Ludwika Widerszala, zleconego grupie Sudeczki.

### Okres powojenny

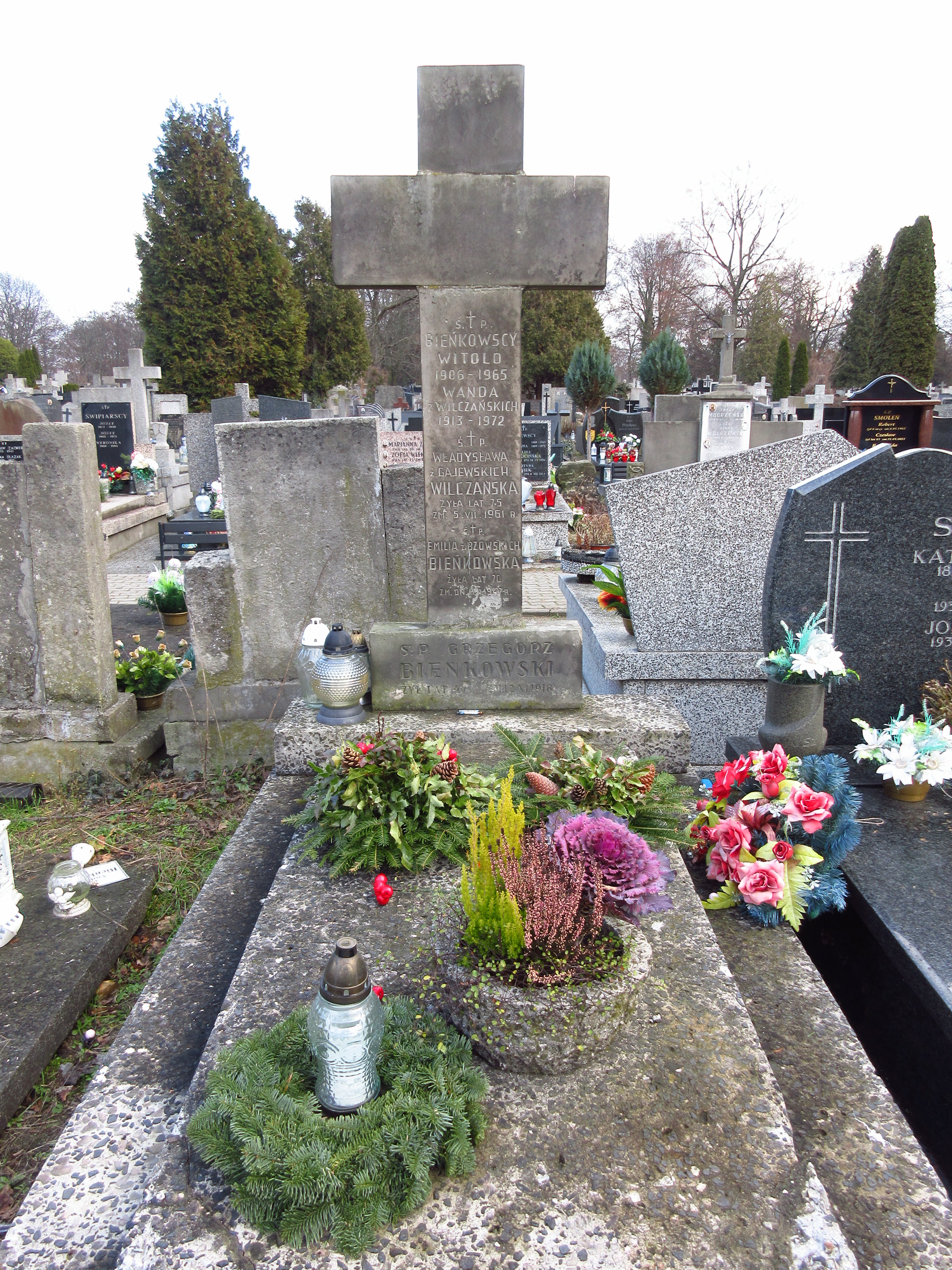
Grób Witolda Bieńkowskiego na Cmentarzu Bródnowskim.

W lipcu 1944 znalazł się na obszarach zajętych przez Armię Czerwoną, we wrześniu 1944 nawiązał kontakt z Bolesławem Piaseckim, w porozumieniu z nim podawał się następnie za delegata Rządu na terenie zajętym przez wojska radzieckie, jednak akcja ta nie udała się i została zdezawuowana przez Delegata Rządu na Kraj Jana Stanisława Jankowskiego. 5 grudnia 1944 został aresztowany przez władze radzieckie, następnie przebywał w więzieniach w Lublinie, Włochach i na warszawskiej Pradze, a także obozie NKWD w Rembertowie, skąd zbiegł w maju 1945. Następnie ponownie nawiązał kontakt z Bolesławem Piaseckim. Jesienią 1945 został redaktorem naczelnym nowo utworzonego pisma Dziś i Jutro. W 1947 został posłem na Sejm Ustawodawczy, był członkiem Katolicko-Społecznego Klubu Poselskiego (z Aleksandrem Bocheńskim i Janem Frankowskim). W tym samym roku został zastępcą redaktora naczelnego pisma Słowo Powszechne. W grudniu 1948 zerwał ze środowiskiem B. Piaseckiego, ale zachował mandat poselski do końca kadencji w 1952.
W latach 1949–1953 pracował jako referent prasowy w Sekretariacie Prymasa Polski Stefana Wyszyńskiego, od sierpnia 1959 do lutego 1960 był kierownikiem działu religijnego pisma „Za i Przeciw”. W 1959, w związku z podejrzeniem o inspirację zabójstwa J. Makowieckiego i L. Widerszala został usunięty wyrokiem sądu koleżeńskiego ze ZBoWiD.
Był odznaczony dwukrotnie Złotym Krzyżem Zasługi z Mieczami.
Zmarł 21 marca 1965 i został pochowany na Cmentarzu Bródnowskim w Warszawie (kwatera 64E-2-13).